# Vivien Insam
Vivien Insam (Bressanone, 15 luglio 1997) è un'ex sciatrice alpina italiana.

## Biografia
Vivien Insam, specialista delle prove tecniche originaria di Selva di Val Gardena e attiva dal dicembre del 2013, ha esordito in Coppa Europa il 15 dicembre 2016 ad Andalo in slalom gigante (28ª) e in Coppa del Mondo il 9 gennaio 2018 a Flachau in slalom speciale, senza concludere la prova; nel marzo 2018 si è infortunata ai legamenti crociati e al menisco del ginocchio sinistro e in seguito un nuovo infortunio ne ha ritardato la ripresa dell'attività agonistica.
Ha ottenuto il miglior risultato in Coppa Europa il 21 gennaio 2021 a Gstaad in slalom speciale (5ª), ha preso per l'ultima volta il via in Coppa del Mondo il 25 gennaio 2022 a Plan de Corones in slalom gigante, senza qualificarsi per la seconda manche (non ha ottenuto piazzamenti a punti in nessuna delle 9 gare nel massimo circuito nelle quali ha preso il via) e ha preso per l'ultima volta il via in Coppa Europa il 20 dicembre 2024 in Valle Aurina in slalom speciale, senza completare la prova; si è ritirata al termine della stagione 2024-2025 e ha disputato le sue ultime gare in carriera ai Campionati italiani 2025 (Moena/Passo San Pellegrino, 2-5 aprile). Non ha preso parte a rassegne olimpiche o iridate.

## Palmarès

### Coppa Europa
- Miglior piazzamento in classifica generale: 39ª nel 2021

### Campionati italiani
- 3 medaglie:
  - 1 oro (slalom speciale nel 2018)
  - 1 argento (slalom speciale nel 2017)
  - 1 bronzo (slalom speciale nel 2021)